# 灰白方秆蕨
灰白方秆蕨（学名：Glaphyropteridopsis pallida）为金星蕨科方秆蕨属下的一个种。其种加词“pallida ”意为“淡色的”。